# Alison Streeter
Alison Streeter MBE (sinh năm 1964) là một tay bơi đường dài Anh. Cô đã bơi qua eo biển Anh 43 lần, nhiều hơn bất cứ ai trên thế giới và mang lại cho cô danh hiệu Nữ hoàng của eo biểb Anh. Số này bao gồm một lần bơi qua eo biển này 3 lượt qua về. Cô cũng hoàn thành bảy lần bơi qua eo biển này trong một năm. Cô lập kỷ lục là người phụ nữ bơi qua eo biển Manche từ Pháp sang Anh (8 giờ 48 phút), vào năm 1988. Cô là người phụ nữ đầu tiên (và duy nhất cho đến nay) bơi qua eo biển ba lượt không ngừng vào năm 1990, mất 34h40 phút cho 3 lượt bơi qua lại.